# Hypseocharis malpasensis
Hypseocharis malpasensis är en näveväxtart som beskrevs av Paul Erich Otto Wilhelm Knuth. Hypseocharis malpasensis ingår i släktet Hypseocharis och familjen näveväxter. Inga underarter finns listade i Catalogue of Life.